# Fraccionamiento de polímeros
Los polímeros son cadenas de moléculas formadas por una misma unidad repetitiva. Aparte de algunas excepciones (ej. Proteínas) los polímeros consisten en moléculas con diferentes tamaños de cadena. Es por esto que, generalmente, se dan valores promedio como masa molar número promedio, peso promedio o viscosidad promedio. Una medida de la amplitud de la distribución del peso molecular es la polidispersidad. La manipulación específica de la distribución del peso molecular de un polímero al remover cadenas cortas y/o largas se llama fraccionamiento de polímeros. 

## Razones para fraccionar polímeros
El peso molecular de los polímeros influye de manera importante en sus propiedades y por lo tanto determina sus aplicaciones. Además de otras propiedades, el comportamiento reológico, la solubilidad, las propiedades mecánicas y el tiempo de vida son influenciadas por el peso molecular. Para polímeros de trabajo pesado – polímeros que deben cumplir con demandas elevadas – no solo importa el peso molecular, sino también la distribución de pesos moleculares. Esto es especialmente importante si material de bajo y/o alto peso molecular influye en una tarea específica. 

## Métodos analíticos
Los polímeros se pueden fraccionar a escala analítica por cromatografía de exclusión de tamaño (SEC), desorción/ionización por láser – tiempo de vuelo (MALDI-TOF) o fraccionamiento de flujo (FFF). Estos métodos se usan para determinar la distribución del peso molecular.

## Métodos de preparativos
En la mayoría de los casos el fraccionamiento de polímeros a escala preparativa se basa en métodos cromatográficos (ej. SEC preparativo o fragmentación Baker Williams). De ahí que normalmente la producción se limite a unos cuantos gramos. Para gran escala, desde varios gramos hasta kilogramos o inclusive toneladas se puede usar el “Continuous Spin Fractionation”. F. Francuskiewicz da un panorama del fraccionamiento preparativo de polímeros.

## Literatura
- M.J.R Cantow Polymer Fractionation Academic Press, New York (1967)
- L.H. Tung Fractionation of Synthetic Polymers Marcel Dekker, New York (1977)
- F. Francuskiewicz Polymer Fractionation Springer, Berlín (1994)
- R. Koningsveld, L.D. Kleintjens, H. Geerissen, P. Schützeichel, B.A. Wolf „Fractionation“ in: Comprehensive Polymer Science Volume 1 Pergamon Press, Oxford (1989) 293-312